# Myrmeleon clothilde
Myrmeleon clothilde är en insektsart som beskrevs av Banks 1913. Myrmeleon clothilde ingår i släktet Myrmeleon och familjen myrlejonsländor. Inga underarter finns listade i Catalogue of Life.